# فابریزیو براماتی
فابریزیو براماتی (انگلیسی: Fabrizio Bramati؛ زادهٔ ۱۲ ژوئن ۱۹۹۳) بازیکن فوتبال اهل ایتالیا است.
از باشگاه‌هایی که در آن بازی کرده‌است می‌توان به باشگاه فوتبال کروتونه، باشگاه ورزشی لاتزیو، باشگاه فوتبال چزنا، و باشگاه فوتبال روبور سیه‌نا اشاره کرد.